# 柏井镇
柏井镇，是中华人民共和国山西省阳泉市平定县下辖的一个乡镇级行政单位。

## 沿革
《方舆纪要》卷40乐平县：百井寨“亦谓之东百井镇，以阳曲县有百井也。今设百井马驿于此”。

## 行政区划
柏井镇下辖以下地区：
柏井一村、柏井二村、柏井三村、柏井四村、柏井五村、前牌岭村、里牌岭村、刘家沟村、高家掌村、柏木井村、张家岭村、袁家峪村、固驿铺村、王口村、槐树铺村、甘桃驿村、企明村、寨马岭村、北青村、梁家垴村、将军峪村、白灰村、多乐沟村、井峪村、对峪村、乱安村、南青村、青岩坪村、口上村和芦家峪村。